# Янніс Лімніатіс
Янніс (Джон) Лімніатіс (грец. Γιάννης Λημνιάτης, англ. John Limniatis, нар. 24 червня 1967, Афіни) — канадський футболіст грецького походження, що грав на позиції півзахисника, зокрема за національну збірну Канади. По завершенні ігрової кар'єри — тренер.

## Клубна кар'єра
Народився в Афінах 1967 року. У десятирічному віці емігрував з родиною до Канади. У дорослому футболі дебютував 1987 року виступами за «Оттава Інтрепід». 
1988 року був запрошений повернутися на батьківщину і приєднатися до лав «Аріса». Став першим канадським футболістом, що перейшов з місцевої команди до представника вищого дивізіону європейського чемпіонату. Відіграв за клуб із Салонік наступні чотири сезони своєї ігрової кар'єри. Більшість часу, проведеного у складі «Аріса», був основним гравцем команди. Згодом протягом сезону захищав кольори «Панетолікоса».
1993 року повернувся до Канади і уклав контракт з «Монреаль Імпакт», де провів наступні п'ять років своєї кар'єри гравця. Граючи у складі «Монреаль Імпакт» також здебільшого виходив на поле в основному складі команди.
Протягом 1999 року захищав кольори американського клубу «Чарлстон Беттері», а завершував ігрову кар'єру в «Монреаль Імпакт», до якого повернувся 2000 року і де грав до 2001.

## Виступи за збірну
1987 року дебютував в офіційних матчах у складі національної збірної Канади.
У складі збірної був учасником трьох розіграшів Золотого кубка КОНКАКАФ — 1991, 1993 та 1996 років.
Загалом протягом кар'єри в національній команді, яка тривала 11 років, провів у її формі 44 матчі, забивши 1 гол.

## Кар'єра тренера
Протягом 2008–2009 років очолював тренерський штаб клубу «Монреаль Імпакт».

## Титули і досягнення
- Переможець Кубка націй Північної Америки: 1990